# 6678 Seurat
A 6678 Seurat (ideiglenes jelöléssel 3422 T-3) a Naprendszer kisbolygóövében található aszteroida. Cornelis Johannes van Houten,  Ingrid van Houten-Groeneveld és Tom Gehrels fedezte fel 1977. október 16-án.